# Josef Bohuslav Foerster

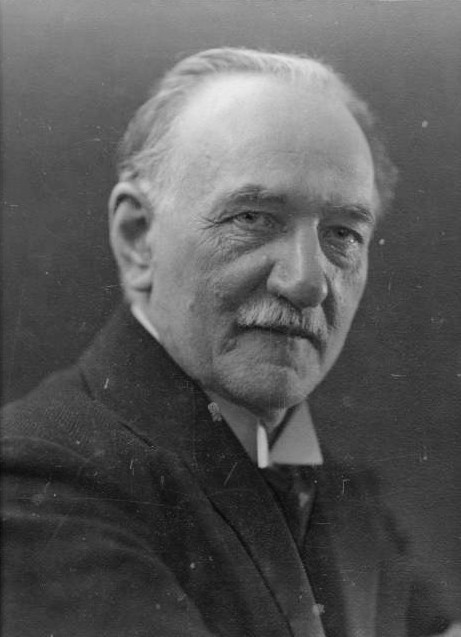
Josef Bohuslav Foerster

Sitzend, von links nach rechts: Antonín Dvořák, Heinrich von Kaan, Zdeněk Fibich. Stehend, von links nach rechts: Karel Bendl, Josef Bohuslav Foerster, Karel Kovařovic (1885)

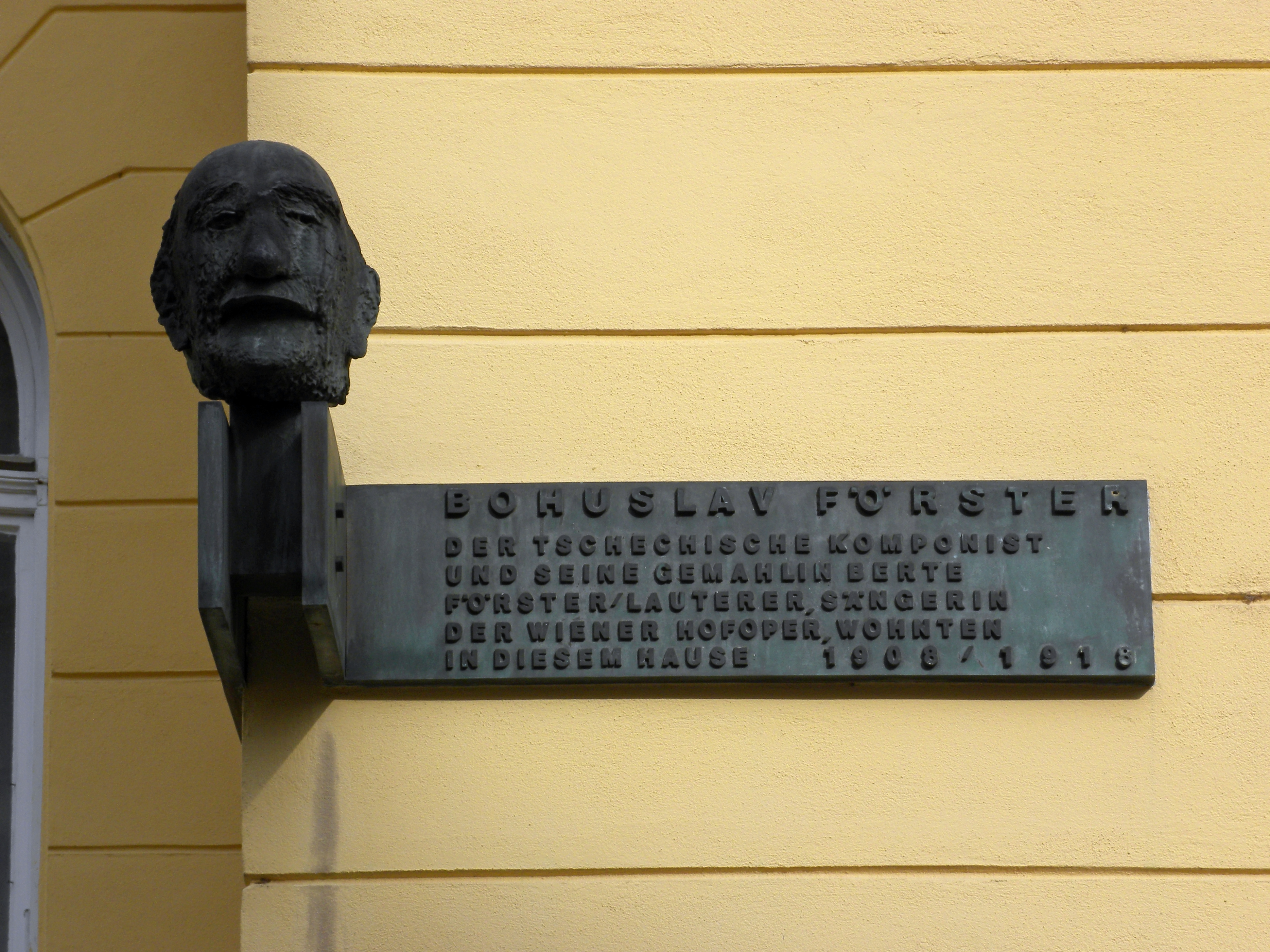
Eine Gedenktafel für Bohuslav Förster an dem Haus, das er von 1908 bis 1918 in Wien-Hietzing bewohnte

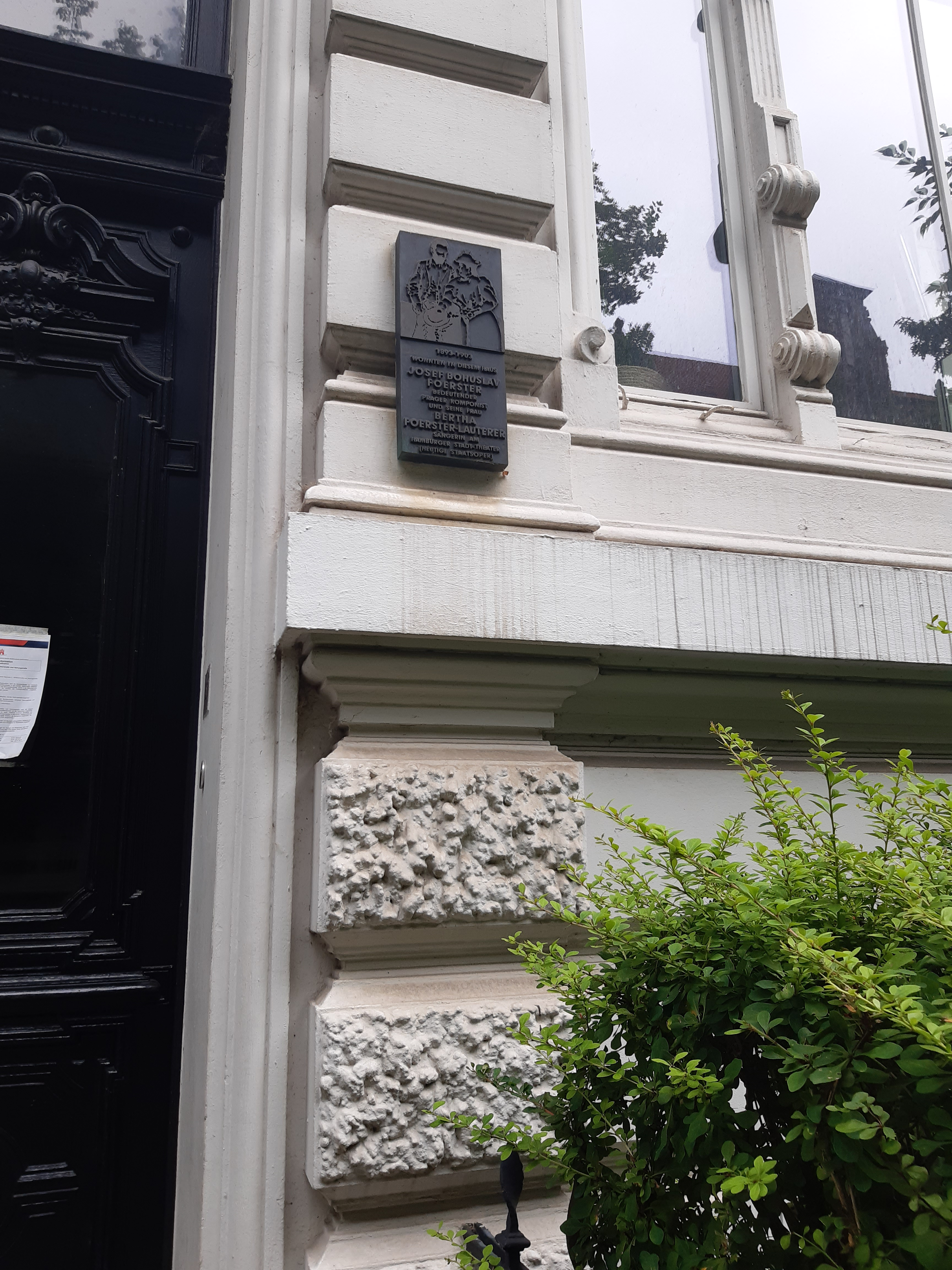
Das Wohnhaus in der Schlüterstraße 58 (II. Etage), in dem das Ehepaar Foerster von 1893 bis 1903 lebte

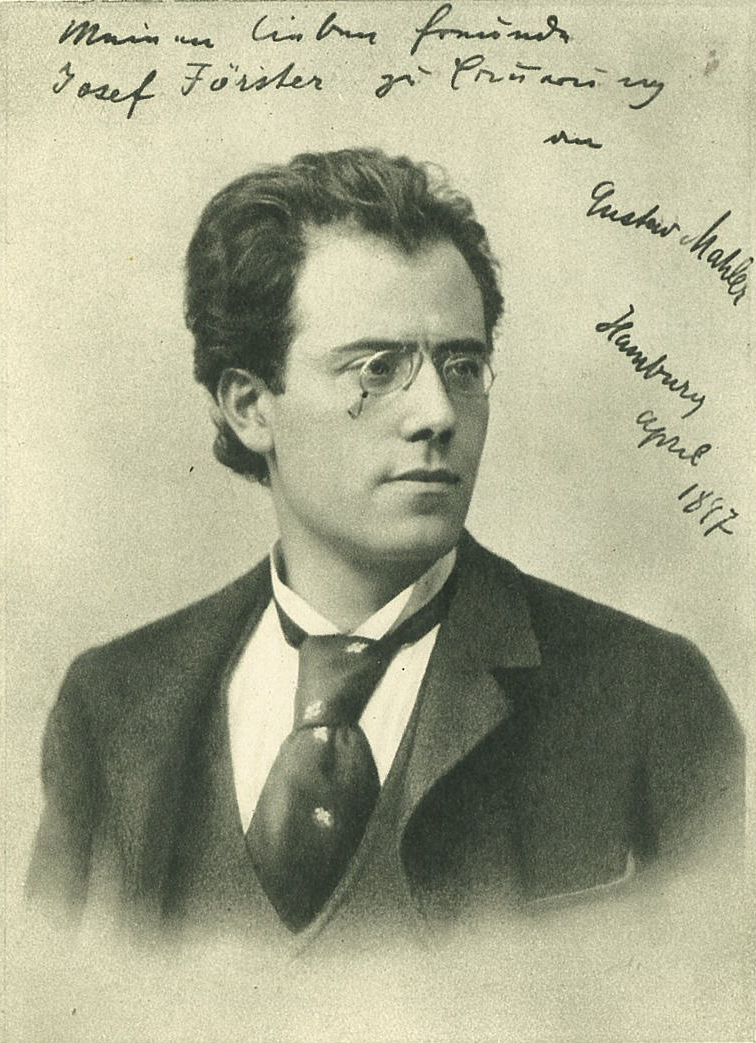
Gustav Mahlers Widmung für Josef B. Foerster aus dem April 1897

Josef Bohuslav Foerster (* 30. Dezember 1859 in Prag, Kaisertum Österreich; † 29. Mai 1951 in Nový Vestec, nahe Čelákovice) war ein tschechischer Komponist.

## Leben
Josef Bohuslav Foerster war der Sohn des Komponisten Josef Foerster und studierte am Prager Konservatorium. Er übersiedelte mit seiner Frau, der Opernsängerin Bertha Lauterer, nach Hamburg, wo er als Kritiker und seit 1901 als Lehrer am Konservatorium wirkte. Dort lernte er Gustav Mahler kennen, mit dem ihn bald eine enge Freundschaft verband. Von 1903 bis 1918 lebte Foerster als Kritiker und Lehrer in Wien. Dann erhielt er eine Stelle als Lehrer am Konservatorium seiner Heimatstadt Prag. 1921 wurde er Professor für Komposition und leitete das Institut von 1922 bis 1931. Danach war er bis 1939 Leiter der Tschechischen Akademie. 1946 wurde er zum Nationalkünstler ernannt.
Foerster komponierte Opern, fünf Sinfonien, sinfonische Dichtungen, Suiten, Ouvertüren, ein Cello- und zwei Violinkonzerte, kammermusikalische Werke, geistliche Chorwerke, Messen, Motetten und Lieder. Foersters Stil ist besonders von Antonín Dvořák beeinflusst. Später macht sich eine teilweise Annäherung an modernere Musikrichtungen bemerkbar. Sein romantisch geprägtes Musikideal hat Foerster allerdings nie verleugnet.
Seine 1942 und 1947 in zwei Bänden herausgegebene Autobiografie „Der Pilger“, ist ein bedeutendes Dokument des kulturellen Lebens der damaligen Zeit. Josef Bohuslav Foerster war auch als Maler tätig, vorrangig von Landschaftsgemälden.

## Pjotr Iljitsch Tschaikowski und Josef B. Foerster
In seinen jungen Jahren erhielt Josef B. Foerster moralische Unterstützung von Pjotr Iljitsch Tschaikowski, der dreimal Prag besuchte (im Frühjahr und Winter 1888 sowie im Herbst 1892). So förderte Tschaikowski entschieden den russisch-tschechischen Musikdialog und lud auch Antonín Dvořák nach Russland ein. Wie Foerster in seiner Autobiografie dargelegt hat, lernten er und Tschaikowski sich in Prag kennen. Foerster, der das Urteil seines russischen Kollegen sehr schätzte, sandte ferner auch einige Manuskripte nach Russland zur kritischen Durchsicht. Auch widmete er sein 1888 komponiertes 1. Streichquartett op. 15 seinem Freund nach dessen tragischem Ableben 1893. Wie aufmerksam Tschaikowski sich gegenüber seinem jüngeren tschechischen Kollegen verhielt, belegt sein Brief vom 24.03. (05.04.) 1893 aus Klin, seinem Wohnsitz nahe Moskau, zu der Zeit also, als er an seiner 6. Symphonie h-Moll op. 74 Pathétique arbeitete. Nachdem er am 18.03. die Manuskripte und den Brief Foersters erhalten hatte, konzentrierte er sich in den sechs Tagen bis zu seinem herzlichen Antwortschreiben auf das Scherzo und das Finale seiner letzten Symphonie. Dem Brief an seinen Bruder Anatol Iljitsch legte er noch eine 98-taktige Infanteriepolka bei. Daneben entstand aber auch der Brief an Foerster, der wie folgt lautet:
Mein teurer Freund,
ich weiß nicht, aber kann es sein, dass Sie meinen ausführlichen Brief ungefähr von vor einem Monat erhalten haben, in dem ich Ihnen detailliert geschildert habe, welche Eindrücke Ihre Musik bei mir hinterlassen hat. Da ich von Ihnen nie eine einzige Zeile erhalten habe, mit der Sie den Erhalt meines Briefes bestätigten, befürchte ich, dass 1.) er nicht bei seinem Adressaten angekommen ist oder aber 2.) dass ich Sie, unbeabsichtigt, gekränkt habe, indem ich Ihre Kompositionen einer deutlich strengen Kritik unterzog.
Was Ihr Quartett [gemeint ist J. B. Foersters 1. Streichquartett in E-Dur op. 15. Das Original befindet sich im Foerster-Archiv in Prag] betrifft, das bei mir erst kurz, nachdem ich den Brief abschickte, bei mir eingetroffen ist, so konnte ich es erst vor kurzem durchsehen, da ich mich die übrige Zeit auf Reisen befand.
Erlauben Sie mir vor allem, mich herzlich für die Ehre zu bedanken, die Sie mir dadurch erwiesen haben, dass Sie mir Ihre Komposition widmeten. Ich versichere Ihnen, dass ich diese Ehre hoch zu schätzen weiß, und dass ich äußerst davon berührt bin. Dann liegt mir ferner am Herzen, Ihnen mitzuteilen, dass mir Ihr Quartett sehr gefällt und dass ich jetzt mehr denn je die Gelegenheit ergreifen werde, Sie energisch auf dem dornigen Pfad des Komponisten zu unterstützen. Insbesondere gefiel mir der erste Satz dank der aus ihm ersichtlichen Meisterschaft. Fassen Sie Mut, mein teurer Freund! Ich bin sicher, dass Sie hervorragende Resultate erzielen werden.

Ich umarme Sie liebevoll. Ihre reizende Frau sei tausendfach gegrüßt. P. Tschaikowski
Das letzte Mal, dass beide Komponisten sich persönlich begegneten, war 1893 in Hamburg, wo Tschaikowski anlässlich der Erstaufführung seiner Oper „Iolanta“ weilte. In diesem Zusammenhang erwähnte er auch Foerster gegenüber seine Symphonie sowie seine Reisepläne und zwar, dass in Aussicht stünde, diese schließlich in Prag aufzuführen.
Direkt an Hippolyt Taines historische Psychologie anknüpfend, charakterisierte J. B. Foerster P. Tschaikowski als durch die „französische feine Sitte“ geprägt:
„Es giebt vielleicht kein zweites Künstlerleben, an dem man so auffallend beweisen könnte, - selbstverständlich immer nur in den Grenzen, die für jede Regel existieren, die Milieu-Theorie Taines. Die langsame Entwicklung, das Fortschreiten der Erziehung im Hause einer wohlhabenden Familie, die Evolution des Wesens im engen Kreis der nächsten Verwandten., sowie die Einflüsse der „weiteren Kreise“, der zwei verschiedenen Strömungen, welche die russische Litteratur um das Jahr 1850 durchdrangen: der russisch nationalen und der französischen spiegeln sich in den Werken Tschaikowskis ganz deutlich und klar wieder. Die geistige Noblesse, die das Kind umgab, die Eleganz und der „gute Ton“, viele Enttäuschungen, die er erlebte: die Zwistigkeiten mit den Eltern, die Bitterkeit der ersten Mißerfolge, dies alles kann man in den Werken Tschaikowskis deutlich vernehmen. Seiner Musik, auch der symphonischen, fühlt man die Einwirkung der französischen feinen Sitte an, jener Sitte, welche maßgebend war für seine Umgebung, sowie jenes steten Aufpassens – (Tolstoi hat es in seinen „Jugenderinnerungen“ so prächtig geschildert) – damit alles „comme il faut“ geschehe, was sich am deutlichsten in der peinlichen Accuratesse seiner immer regelmäßigen Periodenbildung ausspricht. Aber Tschaikowski fühlte sich auch als Russe, das Beispiel Glinka’s hatte ihn angespornt und begeistert: seine Themen und der Hang für Diatonik, nicht selten der Gebrauch alter Kirchentonarten verraten seine Nationalität. Die genannten Einflüsse bestimmen den Charakter seiner Musik, sie bringen auch den starken Kontrast in seine Mittelsätze und verschulden jenes, - ich denke selbstverständlich an Beethoven – fast gänzlich fremde Sichgehenlassen in langen homophonen Strecken, wobei eine leichte Pikanterie die Innerlichkeit und blühender Klangreiz die Tiefe ersetzen müssen.“

## Josef B. Foerster als Musikkritiker in Hamburg (zw. 1893 und 1903)
Kann man Josef B. Foerster als Musikkritiker nicht als ganz so produktiv wie Wilhelm Zinne, Heinrich Chevalley oder Rudolf Birgfeld bezeichnen, so ist sein Profil gleichwohl unverwechselbar. Charakteristisch aber war für J.B. Foerster als Musikkritiker - hier kann Rudolf Pečman zitiert werden -, dass „Foerster, der Schriftsteller, wie ein appollinischer Geist“ handelte. „Er stand immer über der Sache – wenn er kritisierte, verletzte er niemals, sondern achtete die Ansichten, Gedanken und Orientierung der Gegner.“
Josef B. Foerster lässt sich einreihen in die Verfechter des Poetischen, der Virtuosentum sowie die „Prosa der Verhältnisse“ entschieden ablehnt, wenn er schreibt:
„Als Solist trat diesmal der Konzertmeister des Berliner Orchesters, Herr Anton Witek, auf. Der jugendliche Künstler spielte Beethovens Violin-Konzert op. 61. Auf die meisten modernen Virtuosen passen auffallend die Worte Conrad’s: Vom Geiste keine Spur und Alles ist Dressur.“ Aber der bescheidene, junge Künstler, der sich gestern vorgestellt hatte, gehört nicht zu dieser Art. Im Gegentheil. Im Besitz einer tadellosen Technik, kokettiert Witek nicht mit seinen Zuhörern, ja man hat den Eindruck, er vergißt gänzlich, daß er vorspielt. In dieser seltenen Eigenschaft seiner Vorträge sehe ich den eklatantesten Beweis einer wahren Künstlerschaft. Der Inhalt des Kunstwerkes ist es, mit dem sich dieser träumende junge Mann beschäftigt, er steht hier wirklich als Vermittler zwischen dem Komponisten und den Zuhörern, als Interpret, als begeisterter Verkünder des Evangeliums der Schönheit."
An anderer Stelle gibt J.B. Foerster jedoch anlässlich eines Konzertes von Willy Burmester zu bedenken:

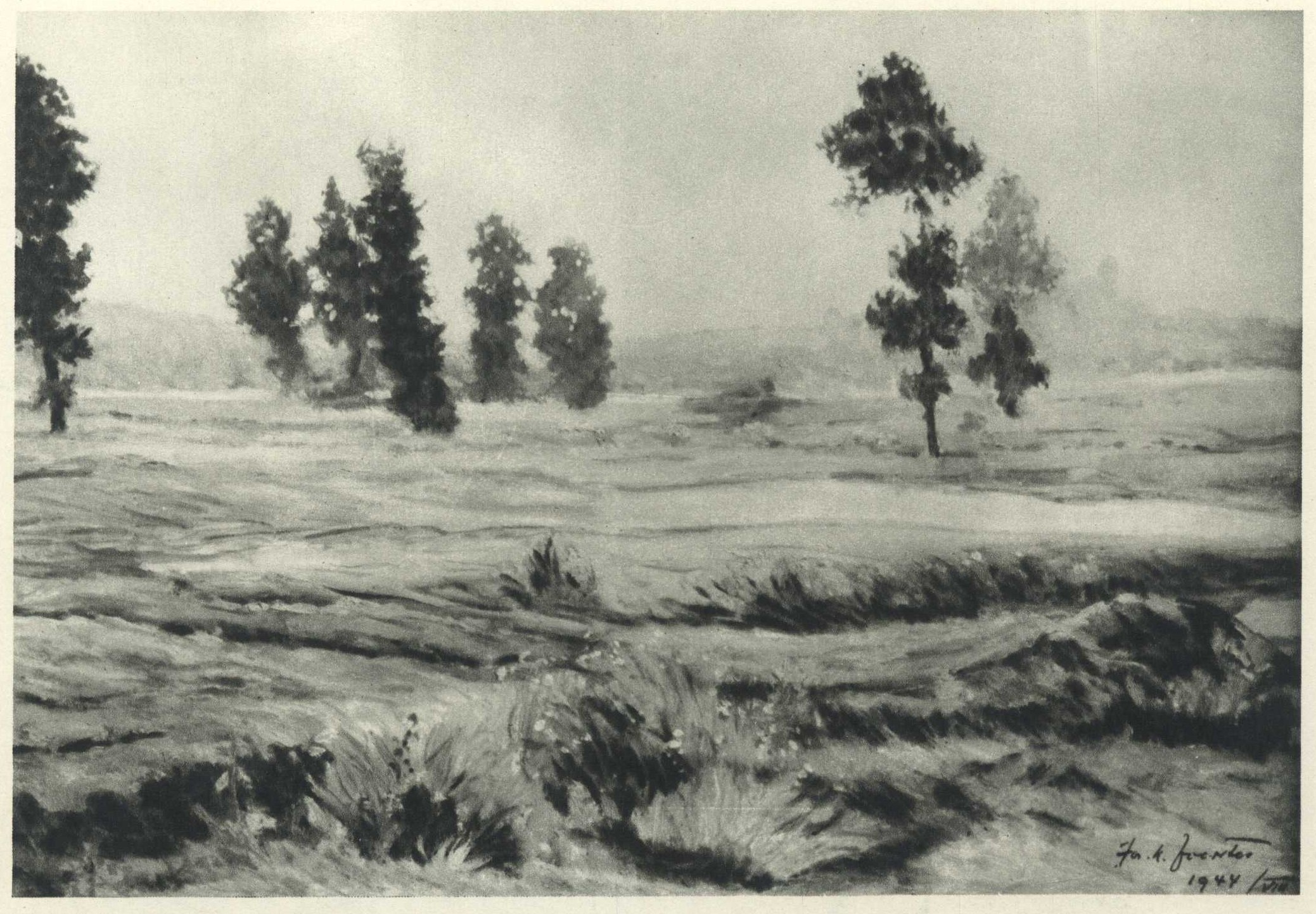
Ölgemälde, Landschaft bei Peček

„Man mag heutzutage über das Virtuosentum noch so gering denken, es mußte doch etwas ganz Gewaltiges im Spiele Paganinis stecken, denn ein Virtuose, dem es beschieden worden war, dem jungen Liszt als Vorbild zu dienen, dessen Spiel sogar dem träumerischen Schumann zur Komposition von „Paganini-Studien“ begeisterte, ist gewiß nicht von der Art jener modernen Konzert-Eskamoteure gewesen, deren „changez-passez“ zwar die Masse immer noch blendet, aber den Eingeweihten gänzlich kalt läßt.“
J.B. Foersters kritisches Verhältnis zum Virtuosen spricht auch aus folgender Rezension des „Lieder-Abends von Sophie Behm“ vom 4. November 1897:
„Es spricht eigentlich heutzutage alles g e g e n das Virtuosentum in der Kunst. Die „heilige Objektivität“ ist längst abgemacht, das äußerlich Virtuose und eine vollendete Technik haben sogar schon teilweise ihr Verblüffungsvermögen und damit jede Wirkung eingebüßt, trotzdem scheint aber lange noch nicht in den Konzertsälen die Zeit der Ebbe eintreten zu wollen. Man kennt in unseren Tagen offenbar die heilige Scheu vor der Oeffentlichkeit, die Scheu vor den direkten Sonnenstrahlen nicht mehr: man läßt sich gern betrachten, will bewundert werden. Der unpraktische, aber in seinem innersten Kern echt menschliche, ideale „stoïcisme du ridicule“, von dem noch Murger in der geistreichen Vorrede zu seinen „Scènes de la vie de Bohème“ so anmutig zu erzählen weiß, ist in den letzten Jahren mit dem lieblich duftenden Parfum der Romantik gänzlich verschwunden. Was erwarten wir denn eigentlich von einem Künstler, der das Recht hat, sich zu zeigen, öffentlich aufzutreten? Die Wahrhaftigkeit eines Bastien Lepage? Die Poesie Dagnan Bouverets? Die Tiefe Böcklins, die Kraft Meuniers, - ich will bei den Malern bleiben – die Eleganz Marolds, Roybets üppige Gesundheit, den Accent des Geheimnisvollen eines Khuopff oder Carrière, die Zartheit Millie Dows, die Delikatesse Billotes, Cazins oder Macaulay Stevensons? Verlangen wir von ihm das Träumerische Lévy-Dhurmers oder Segantinis, die Phantastik John Duncans, Byam Shaws oder Habert-Dys.“
Indem er an Robert Schumanns Maxime anknüpfte, der zufolge die Ästhetik der Künste eine sei, vermochte J.B. Foerster aus der Perspektive des Betrachters Querbeziehungen anzustellen, die auf der wechselseitigen Erhellung der Musik durch Literatur und die bildenden Künste gründen. Die zeitgenössischen Erscheinungen in der Malerei kritisch würdigend, bemerkte J.B. Foerster in seiner Besprechung des Konzerts vom Schubert-Abend mit Dr. Ludwig Wüllner:
„Man mag dem Fin de siècle alles absprechen – eine Zeit der Initiative ist es doch. Gilt also der Ausspruch: in der Kunst handelt sich’s nicht darum, etwas besser, sondern anders zu machen, dann hat gerade unsere Zeit mehr als eine andere geleistet. Welch eigenartige Individualisten meldeten sich nur in der Kunst! Hauptmann und Ibsen, Burne-Jones, Munch, Toorop, Böcklin, Levy Dhurmer, R. Strauss, Chabrier Bruneau, welche Verschiedenheit der künstlerischen und der Lebens-Anschauung, welcher Reichtum von neuen, fruchtbaren Ideen!“

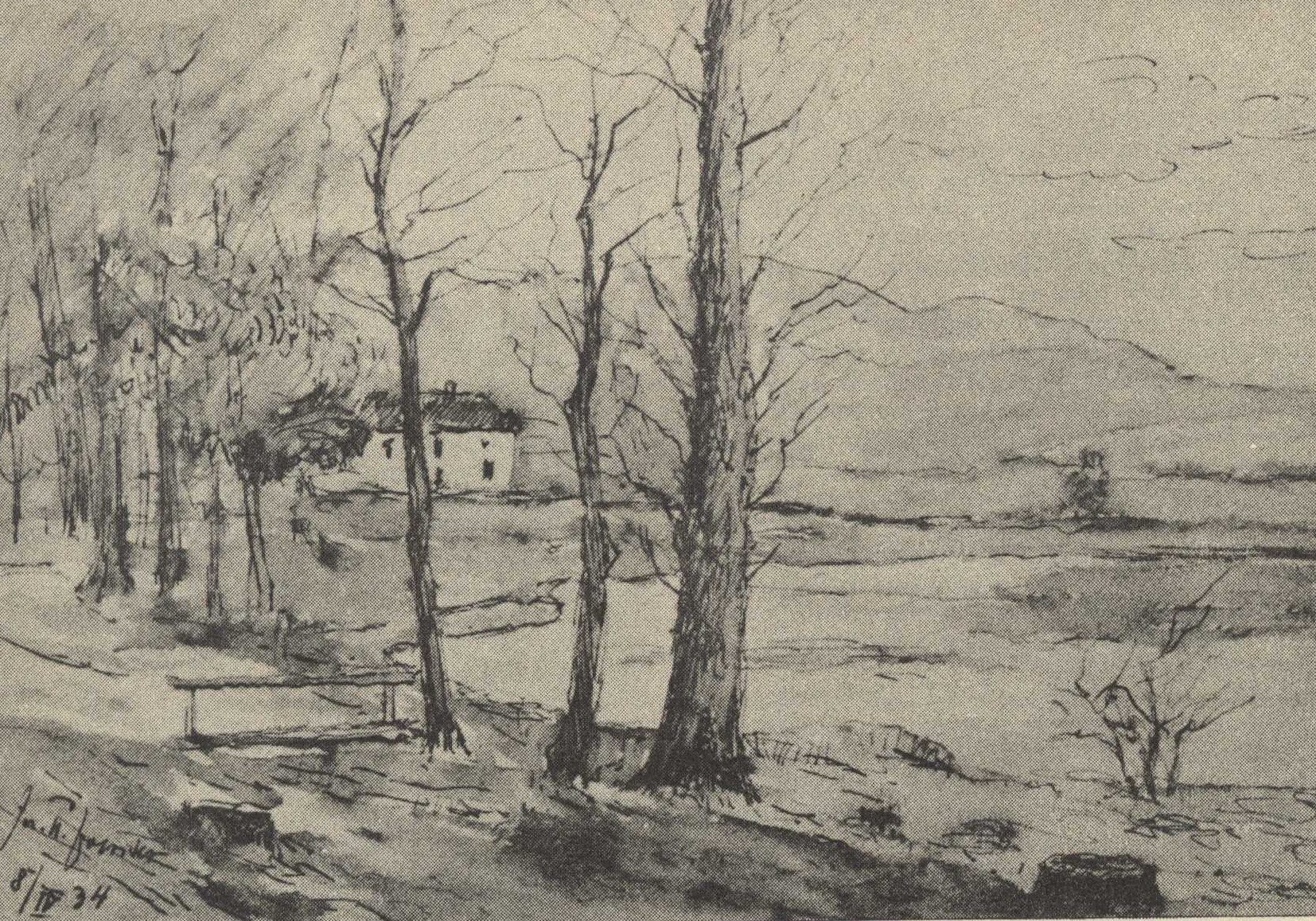
Landschaft gemalt von J. B. Foerster

J. B. Foerster hatte auch Brahms 4. Symphonie mit ihrer kunstvollen Polyphonie rezensiert und sie in Relation zu den Bildern Eugène Carrières gesetzt:
„Von den orchestralen Werken hatte das größte Interesse Brahms’s leider nur zu selten aufgeführte E-moll-Symphonie. Ein eigener „Zufall“: die liebliche, beim ersten Anhören packende, weil verständliche F-dur-Symphonie Brahms‘ wird überall bis zum Überdruß abgespielt, und die „vierte“ bleibt – eine Buchsymphonie. Begeisterte Kunstjünger und reife Künstler vertiefen sich aber desto häufiger in die Partitur, welche so außerordentlich viel des Erhabenen, zugleich Kunstvollen ja vielleicht die bedeutendste polyphone Arbeit der letzten Jahre aufweist. Brahms steht mit dieser Komposition im Zenith seiner künstlerischen Vollendung, dabei ist die E-moll-Symphonie geradezu typisch für seine Schaffensart. Wie er zum Beispiel dem knappen Thema des Andante moderato langen Atem einzuhauchen versteht, wer könnte ihm das nachahmen? Dieser wunderbare zweite Satz, welche Tiefe der Empfindung, welche Kunst im Aufbau, welche Feinheit im Kolorit! Trotzdem ist auch die E-moll-Symphonie jenen Werken beizuzählen, die sich in ihrer ganzen Schönheit nur dem erschließen, der ihnen liebevoll entgegenkommt, aber für einen Händedruck gewinnt er das ganze Herz, wie der glückliche Märchenprinz. Wie an den Bildern Carrières pflegt das anfangs alles nur wie leise angedeutet, Brahms erlaubt auch nie, zum Gegensatz von den meisten modernen Künstlern, einem Uneingeweihten, einen Blick in sein Atelier, darin Schumann‘s Rath befolgend, der da meint, ein Künstler solle mit den Menschen und der Welt liebenswürdig wie ein griechischer Gott handeln, so lange sie ihn nicht berühren, geschieht aber dies, dann verschwinde er in den Wolken.“
Robert Schumanns „Neue Zeitschrift für Musik“ gehörte zur gesellschaftlichen Pflichtlektüre der Prager eleganten Welt. J.B. Foerster war der Erste, der „in Böhmen Schumanns kritische Tätigkeit betrachtete.“ [Rudolf Pečman: Der tschechische Komponist Josef Bohuslav Foerster und seine Texte über Robert Schumann, in: Schumann-Studien Bd. 1, Zwickau 1988, S. 104f.] So übersetzte er einige Kritiken Robert Schumanns in seinem Buch „Was das Leben gab“ (Co život dal) ins Tschechische. Insgesamt standen ihm Schumanns Gedanken nahe, „weil sie poetisch gestimmt“ (S. 105) seien und „weil sie Affinität zu den Schwesterkünsten“ [ibid.] bewiesen.
Auf Jules und Edmond de Goncourt spielte J.B. Foerster des Weiteren an, die 1867 mit ihrer „Kunstbibel“ „Manette Salomon“ einen Sittenroman über Künstler in Frankreich zur Zeit der Jahrhundertmitte veröffentlichten, in dem sie sich für das verkannte Genre der Landschaftsmalerei einsetzten (und die auch Max Liebermann kannte):
„Was könnte man da alles fühlen und durchdenken bei der Betrachtung dieser zwei Kompositionen des jungen und reifen Beethovens. Dort das Hauptmerkmal nicht nur der jungen Jahre, sondern der Werke der Vergangenheit überhaupt, jener wunderbaren Periode des „sorglosen Schaffens“ eines Mozart und Haydn, jener Periode des „aufrichtigen Lachens“, wie sie Goncourt benannte; hier die komplizierte, vornehme, aristokratisch verschlossene Kunst eines melancholischen Geschlechtes, aber noch voll von Ausbrüchen ungekünstelter Freude, die wir Modernen uns leider nicht mehr mit dem Vermächtnis vergangener Kunstepochen zu eigen machten.“
Wenn J.B. Foerster Musik von Robert Schumann hörte, fühlte er sich angesichts der Stilisierung der Musik an die Verklärung in Bildern von Burne-Jones erinnert. Und ein Werk von Julius Röntgen gab den Anlass, um „in Stimmung und Farbe in Musik verwandelte(n) Watteau“ zu erblicken. Mit Johannes Brahms „Gesang der Parzen“ assoziierte J. B. Foerster „die Größe der Schöpfungen Michelangelos.“
Kunstschaffen war, obwohl Alfred Lichtwark Kunst „für alle“ („Kunst für alle“ lautete der Titel einer Münchner Kunstzeitschrift, in der Friedrich Pecht 1893 ausgesprochen negativ Max Liebermanns Porträt des Hamburger Bürgermeisters Carl Friedrich Petersen rezensiert hatte) propagierte, ein Oberschichtphänomen, wobei J. B. Foersters Engagement für die Malerei und die kundige Betrachtung der modernen Hamburger Kunstszene, wie sie sich im „Hamburgischen Künstlerclub von 1897“ bekundete, durchaus auf einer Linie mit der „Moderne“ Lichtwarks stand. So schrieb er in seiner Autobiographie:
„Hamburger Maler gehörten sogar zu den ersten Verkündern des Impressionismus, vor allem Hans Speckter und Thomas Herbst, ein Freund Liebermanns. Liebermann aber wurde zu meiner Zeit der Führer der jungen Generation. Manch eine von Liebermanns heute berühmten Arbeiten trat im Hamburger Ausstellungsaal zum ersten Mal vor die Öffentlichkeit. Ich denke namentlich an die Ernte von Liebermanns Aufenthalt in Heringsdorf zurück (Der Reiter am Strand) und die Hafenszenen, denen ich dreißig Jahre später in Prag begegnete. Von jungen Hamburger Malern taten sich bald Eitner, Schaper, Siebelist und Wohlers hervor.“
So fasste J.B. Foerster seine Eindrücke von der lebendigen Tradition der Hansestadt Hamburg mit folgenden Worten zusammen:

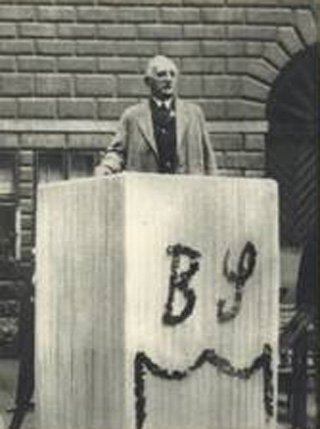
J.B. Foerster als Kompositionsprofessor seiner Heimatstadt und als Festredner anlässlich eines Vortrages über Bedřích Smetana in seinem ostböhmischen Geburtsort Litomyšl im Jahre 1924 (zum 40. Todestag des Komponisten)

„Du treue Stadt, wo Philip Emanuel Bach und der große Händel gewirkt haben, wo Johann Mattheson, Mendelssohn und Brahms geboren wurden, wo Heine seine jungen Leiden litt, wo Lessing seine Dramaturgie und Klopstock seinen Messias geschrieben hat, wo der Träumer Gustav Falke, der herzensgute Kavalier Liliencron und der skeptische Vernunftmensch Richard Dehmel ihre Lieder sangen, wo ich Gustav Mahler und eine Reihe der ergebensten Freunde kennenlernte, du gütige, schöne, liebreizende und mit Ruhm bedeckte, du unvergeßliche Stadt am Elbestrand: sei mir dankbar gegrüßt!“
An seine Hamburger Jahre erinnerte sich J.B. Foerster in seiner Autobiographie "Der Pilger. Erinnerungen eines Musikers" später folgendermaßen:
„Sein Leben fern dem Vaterland zu verbringen, ist keine so einfache Sache, wie es den Anschein haben könnte. Stets reißt dabei etwas im innersten Wurzelgeflecht entzwei, auch wenn wir den Baum noch so behutsam umpflanzen. Es bedeutet ein Verwaisen, bedeutet Verlassensein und fordert Selbständigmachung, Entschlossenheit, Kraft. Der angestammte Boden und die ihm entsprossene Pflanze haben sich getrennt, die Sehnsucht hat die Arme ausgebreitet. Sie ruft mit unstillbarer und untröstbarer Stimme, bald heißer verlangend, bald wieder mit gedämpfterem Klang, niemals aber hält sie inne. Darum sollte alles, was ich damals schrieb, das Motto meiner Klavierstücke Träumereien tragen: „In Glück und Tränen sing ich mein Lied: nur die sich sehnen, kennen seinen Sinn...““
J. B. Foerster berichtete aber auch in der Hamburger Freien Presse, wenn begabte Kunstmaler in München ausstellten, so z. B. über den jungen Kunstmaler Adolf Heller:
"Das Kolorit zeigt (sic!) von feinstem Farbensinn. In der Noblesse der Farbengebung erinnert Heller an die besten unter den Engländern (Shanon), er versteht es mit seltenem Geschmack, die Pose zu wählen und was das schwierigste bleibt: die Bewegung aufzufassen."
In „Der Pilger“ wiederum erkennt Foerster seine „Wesensverwandtschaft“ mit dem Schaffen Carl Albrechts, den er als verträumten, poetischen Landschaftsmaler von leicht schwermütiger Note charakterisiert, „der an den Holländer Anthonij (Anton) Mauve erinnert.“
Indem J. B. Foerster einerseits seine Zeit als eine Zeit des „Übergangs“ empfand, die er mit Hilfe der Dichotomie von Verstand und Herz deutete, stellte er andererseits die Diagnose, dass gegenwärtig die Künstelei vor der Kunst dominiere.
„Wir leben in einer Zeit des Übergangs. Solche Zeitabschnitte kranken stets an einem Übergewicht des Verstandesmäßigen, ziehen Künstelei der Kunst vor, Konstruiertes und Kompliziertes dem Schlichten, Unklares und Gewagtes dem Klaren und Verständlichen. Das Gehirn hat eine Zeitlang die Vorherrschaft über das Herz. Es obliegt den Künstlern von heute, das Gleichgewicht herzustellen.“
Seine eigene kritische Haltung gegenüber den gegenwärtigen Tendenzen der Philosophie und das Weiterwirken der romantischen Tradition konkretisierte Foerster:
„Wer von unseren Lesern jemals ein Konzert Liszts, Rubinsteins, Klara Schumanns beiwohnte, wird sich jenes eigenen Gefühls zu erinnern wissen, daß sich seiner beim bloßen Erscheinen dieser Künstler bemächtigte. Wir Kinder des praktischen Jahrhunderts sind den täglich wechselnden Devisen der Evolution vom Realismus zum Neoidealismus, die sich vor unseren Augen abspielte, zum Trotze im Grunde genommen die alten Romantiker geblieben. So konnte man auch bei dem öffentlichen Auftreten Josef Joachims die starke Wirkung, das Suggestive seiner Persönlichkeit beobachten. (…) Seine meisterliche Bogentechnik, die Meisterschaft in Ausdruck und Ton, wie sie nur Auserwählten erreichbar ist, sind ihm immer treu geblieben, das andere erwirkt die Ruhe seiner Bewegung, die Würde seiner Pose, der matte Glanz seines verschleierten Blickes, aus dem die Melancholie des Vergangenen so rührend spricht.“
Besondere Erwähnung finden musiktheoretische Ergebnisse, der harmonische Abwechslungsreichtum, den J.B. Foerster in seinem lesenswerten Buch "Der Pilger" erörtert:
"Diese theoretischen Errungenschaften konzentrieren natürlicherweise das ganze Interesse auf das Harmonische, und in der Entdeckerfreude über dies Neue, nie Dagewesene vernachlässigt man vielfach Melodik und Rhythmik. Die Freude an eigenartigen Akkordfolgen ist so groß, daß man sich mit einseitigem Interesse begnügt. Doch wird diese Einseitigkeit mit der Zeit vorübergehen und die neueren Harmoniefolgen werden höheren Aufgaben dienstbar gemacht."
Namentlich die kontrapunktischen Feinheiten in den Werken Aleksandr Glazunovs wusste J.B. Foerster am 21. Mai 1898 in der "Neuen Hamburger Zeitung" hervorzuheben. Er stellte einmal mehr fest, dass russische Komponisten beileibe keine musikalischen "Autodidakten" mehr seien:
„Alexander Glazunow hat bei uns Herr Prof. R. Barth mit einer bedeutenden Symphonie sehr vorteilhaft eingeführt. Auch die oben genannten Kompositionen zeigen des jungen Meisters Talent in bestem Licht. Empfiehlt sich ein Komponist an und für sich schon durch die Pflege der Kammermusik, so ist es doppelt anerkennenswerth, wenn er gleich in seinem opus 1 ein Werk dieser Richtung veröffentlicht. Glazunow packt den Zuhörer schon mit den ersten Takten der langsamen Einleitung (Andantino moderato) seines ersten Allegro. Rhythmisch, melodisch und harmonisch interessant setzt er ein. Ganz prächtig versteht er es mit seinen frischen Themen zu arbeiten, dasselbe verschiedenartig zu beleuchten, um es endlich als Hauptthema von ausgesprochen kontrapunktischem Charakter an die Spitze des Allegro hinzustellen und imitatorisch weiterzuführen. Deutlich sieht man hier, daß die jungen Russen (sie werden als „Ketzer“ häufig verurteilt) eine g u t e und g r ü n d l i c h e Schule durchgemacht haben.“
Die musikalische Individualität Edvard Griegs dagegen umriss J. B. Foerster im 1. Jahrgang der Zeitschrift „Die Musik“ von 1902, indem er Edvard Griegs Lieder in op. 69 und op.70 wie folgt charakterisierte:
„Bei einem Künstler von so ausgesprochener Individualität wie Edward Grieg würde gewiss niemand mit seinem opus 70 einen neuen Zug, ja nicht einmal eine tiefere Furche in seinem psychischen Bilde erwarten. In dieser Zeit pflegen Kunstwerke in der Regel keine Überraschungen mehr zu bringen, - ich meine damit: eine Wendung in neuer Richtung, - sie bedeuten vielmehr nur Ergänzung, Bestätigung, die Summe von künstlerischer Erfahrung und Lebenseindrücken, das Erklimmen des Höhepunktes in einer bis dahin eingehaltenen Linie. „…Et cum sit ars summa, ingenium tamen ultra artem est.“ Geniale Menschen haben ihre eigenen Regeln. Grieg bewies von neuem die Wahrheit des oben citierten Pliniusschen Satzes und zwar mit seinem opus 69 und 70, zwei Liederheften auf Gedichte Otto Benzons. Es ist kein neuer Grieg, fremd unbekannten Aussehens, auch nicht der alte Grieg hinter einer entlehnten Maske verborgen, es ist nach wie vor der weiche, doch temperamentvolle Träumer mit schmerzlich bewegtem Inneren, erfüllt von unsagbarer Sehnsucht nach etwas, was unerreichbar blieb auch in seinem Leben, das doch reich war an vollen Ähren und gesegneten Erntetagen. Der analysierende Musiker findet auch hier Griegs bekannten melodischen Tonfall, seinen beliebten, originellen Terzenschritt vom Leiteton zur Dominante, seine herrlichen chromatischen Bässe. Aber eines würde man diesmal umsonst suchen, jenen melancholischen Grundton, den die Französen „maladif“ nennen, die gewisse sentimentale Note und krankhafte Blässe, die bei ihm nie angeschminkt war, aber dennoch für die Dauer etwas Überreiztes an sich hatte und erzeugte. Es ist also im Grunde genommen doch ein neuer Grieg, den wir in opus 69 und 70 des norwegischen Meisters kennen lernen! Der gesunkene Kopf, der immer von Sorgen belastet schien, hat sich aufgerichtet, die Augen leuchten in jugendlichem Feuer, und die Melancholie musste einem starken, männlichen Trotz weichen. Der weiche, jeder Berührung mit der Aussenwelt ausweichende Träumer, schüchtern wie ein jugendlicher Tänzer, steht hier selbstbewusst: Er kennt seinen Wert, er weiss, was er bedeutet und er schaut, den zurückgelegten Weg betrachtend, befriedigt in die Vergangenheit und siegessicher in die Zukunft.“
Edvard Grieg habe nicht nur „segensreiche Wirkungen“ erzielt, sondern auch „ähnliche Ziele angesprochen wie Smetana, Dvorak, Glinka und Tschaikowsky.“
Fern der Heimat unterrichtete ihn seine Schwester Boženka über das Echo, das seine Musik bei den Prager Kritikern erfuhr. Er lernte, dass seine Musik als unbeliebt, gelehrt und kompliziert, weil polyphon, galt. Diese Epitheta sollten sich jedoch bald wandeln, von dem Moment an nämlich, als sich die Dvořák-Schule in Tschechien durchzusetzen begann und J.B. Foersters Polyphonie als „schlicht“ empfunden wurde. Über J.S. Bach bemerkte J. B. Foerster:
„Wir Modernen sind an Bach großgezogen worden. Von den Inventionen bis zum „Generalbaßspiel“ und Partiturenstudium der H-moll-Messe, - der lange Weg hatte viele Stationen, aber die schönsten waren bei den Werken des großen Johann Sebastian, - dann zu den Wundern der Orgel-Trios und der Matthäus-Passion, welch gewaltige Eindrücke hatte man empfangen! Und wie das Studium fortgesetzt wurde: über Beethoven, Schumann, Robert Franz bis Wagner (kein Zufall läßt mich die Namen so niederschreiben), immer wieder mußten wir zurückschauen auf den Vater, den m a g n u m p a r e n t e m. Wer jemals das bedeutende Buch Philipp Spittas über Bachs Leben und Werk gelesen hat, kommt bei jeder Besprechung einer Bachschen Komposition in Versuchung, Spitta zu zitieren und zugleich in Verlegenheit, denn schwer wird es, dieser Versuchung nicht nachzugeben.“
Die Komponisten-Trias Bach-Beethoven-Brahms von Hans von Bülow heraufbeschwörend, schrieb J.B.Foerster über Johannes Brahms:
„Am bezeichnendsten scheint mir für Brahms seine Melodik, oder besser thematische Erfindung zu sein. Mit Ausnahme des zweiten Satzes (Andante moderato), haben alle die Themen der vierten Symphonie einen gewissen harten, männlichen Zug, wie er auch Hans Thoma, Max Klinger und Sattler eigen ist. Es ist dieselbe scharfe Linie, die wir aus alten deutschen Holzschnitten des XV. und XVI. Jahrhunderts kennen, aus den Bildern Dürers und Cranachs, aber auch, um wieder zur Musik zurückzukehren, aus der Melodik Johann Sebastian Bachs. So scheint sich Brahms mehr an den Werken des großen Polyphonikers Bach, als an denen des großen Symphonikers Beethoven begeistert zu haben, darin mit Robert Franz übereinstimmend, dessen Melodik und Harmonik mit jener Bachs verschwistert zu sein scheint. (…) Das Finale der E-moll-Symphonie imponiert durch seine Größe und wohl auch durch die meisterhafte Polyphonie. Die bekannten „rapports mathématiques“ von denen H. Taine spricht, stören hier etwas den Genuß (selbstverständlich nur den musikalischen), eines tiefer sehenden Zuhörers; was dem Verstande imponiert, muß nicht zugleich das Herz gewinnen und bewegen.“
Besonders vom Spätwerk Ludwig van Beethovens war J.B. Foerster beeindruckt:
„„Comprendre est le reflet de créer“ sagt Villiers de l’Isle–Adam. Beim Anhören eines Werkes, wie das oben genannte Quartett von Beethoven, fühlt man so ganz eindringlich die Wahrheit jenes Ausspruches. Da ist Beethoven der Entdecker neuer Welten, der Seher. Das Quartett op. 132 gehört jener Reihe gewaltiger Tonschöpfungen dieses Meisters an, in denen der weltentrückte Geist sich nur mehr nach seinem eigenen Gesetze regiert und die hergebrachte Form, wo sie sich fügt, riesig erweitert, und wo sie es nicht thut, zersprengt.“
Übereinstimmend mit den deutschen Anforderungen an die „große Gattung“ Symphonie, dem Trivialen, Kitsch-Schönen eine klare Absage zu erteilen, erkannte J.B. Foerster deutlich die ästhetische Präferenz der Deutschen, wenn er schreibt:
„Wem das Hauptthema weniger sympathisch ist, der vergesse nicht, daß es sich bei Berlioz darum handele, eine spezifisch italienische Melodie zu schreiben und daß der liederreiche Italiener jene heilige Scheu vor Banalität, die den Deutschen eigen ist, nicht kennen.“
Durchaus marginal sei die Bedeutung, die dem „zu Grunde gehenden Genre’s, das bereits Fäulnisspuren an sich trägt“ der Operette bzw. der Posse zugeschrieben wird.
„Zur musikalischen Tragödie und dem höheren musikalischen Lustspiel fügte Offenbach eine dritte werthberechtigte Kategorie hinzu: Die musikalische Posse. So etwa scheint Eduard Hanslick die Existenz jener modernen Extravaganz, die wir „kleine Oper“ nennen, rechtfertigen zu wollen. Und später meint er: die Operette verhält sich zur komischen Oper etwa so, wie diese zur großen Oper. Es heißt aber: an der Frucht erkennt ihr den Baum. Und welche waren die Früchte, die wir, Gott sei es gedankt, (in den) nun nicht mehr schön gepflegten Gärten der Operette ernteten? Da gilt wahrlich das französische Sprichwort: „Qui va chercher de la laine, revient tondu.“ Eigenthümlich muß uns trotzdem die Erscheinung berühren, daß dasselbe Publikum, welches nicht selten mit grausamer Hartherzigkeit gediegen durchgeführte, mit heiligem Ernst gearbeitete Werke durchfallen läßt, einer werthlosen, den Namen der Kunst entweihenden und schädigenden Kompilation von Gassenhauern und Unsinn applaudiert. (…) Goethes Ausspruch: „Nichts ist auf der Bühne wirksamer als Schelmenstreiche zu guten und löblichen Zwecken“ hat sich gestern wieder glänzend bewährt.“
In seinen Hamburger Jahren komponierte J.B. Foerster ein symphonisches Stimmungsbild "Me mládí" („Meine Jugend“) op. 44. In einer Musikkritik in der „Hamburger Freien Presse“ flocht J. B. Foerster seine Vorstellungen ein, wollte man ein Musikwerk komponieren, das es sich zur Aufgabe macht, die eigene Jugend zu bewältigen:
„Fragen wir, worin die Vorzüge und das für die Zukunft Verheißende von Hegar’s Musik lag, so müssen wir vor allem Anderen seiner technischen Fertigkeit gedenken. In seinem Werke gibt es kein Suchen, kein unsicheres Umhertasten und Experimentiren: das erweckt Vertrauen. Über dieses sichere Auftreten pflegt zuweilen auch das gerade Gegentheil des Vielversprechenden zu sein, denn es ist ein Anzeichen der Reife, der vollendeten Entwickelung. Bei einer Jugendarbeit will man aber und sucht alles andere, nur kein abschließendes Stadium, im Gegentheil, hier wollen wir offenen, weiten Perspektiven begegnen, hier suchen wir das Unausgesprochene, die Keime der zukünftigen Evolution, Merkmale und Spuren inneren Kampfes. Motive und Ideen, aus denen wir des jungen Künstlers geistige Physiognomie konstruieren und auch auf die Eigenart seiner Psyche schließen könnten. Eine Analyse des Werkes wird uns jedoch auf diese Fragen keine Antwort geben, oder nur eine solche, die auf eine Eigenart des Komponisten nicht schließen läßt.“

## Werke (Auswahl)
- Sinfonie Nr. 1 d-Moll
- Sinfonie Nr. 2 F-Dur
- Sinfonie Nr. 3 D-Dur „Das Leben“
- Sinfonie Nr. 4 c-Moll „Osternacht“, 1905
- Sinfonie Nr. 5 d-Moll
- "In den Bergen" Suite in 4 Sätzen, op. 7, 1910
- Cyrano de Bergerac op. 55, sinfonische Dichtung
- Von Shakespeare op. 76, sinfonische Dichtung
- Hymnus der Engel
- Stabat mater
- Mortius fratribus
- Missa Glagolytica
- Der heilige Wenzel, Oratorium
- Debora, Oper, 1890/91
- Eva, Oper, 1895–97
- Jessika, Oper nach William Shakespeares Kaufmann von Venedig, 1902–04
- Nepřemožení (Die Unüberwundenen), Oper, 1917
- Srdce (Das Herz), 1921/22
- Bloud (Der Tor), Oper, 1935/36
- Kammermusik
  - Duos
    - Sonate für Violine und Klavier h-Moll op. 10, 1889
    - Prinzessin Gänseblümchen, Suite für Violine und Klavier op. 35, nach 1897
    - Sonate für Violoncello und Klavier Nr. 1 f-Moll op. 45, 1898
    - Ballade für Violine und Klavier op. 92, 1914
    - Fantasie für Violine und Klavier op. 128, 1925
    - Sonate für Violoncello und Klavier Nr. 2 op. 130, 1926
    - 2 Impromptus für Violine und Klavier op. 154, 1934
    - Zbirožská suita [Zbiroh-Suite] für Viola und Klavier op. 167, 1940
    - Sonata quasi fantasia für Violine und Klavier op. 177, 1943

  - Klaviertrios
    - Nr. 1 f-Moll op. 8, 1883
    - Nr. 2 B-Dur op. 38, 1894
    - Nr. 3 a-Moll op. 105, 1919–21

  - Streichquartette
    - Nr. 1 E-Dur op. 15, 1888
    - Nr. 2 D-Dur op. 39, 1893
    - Nr. 3 C-Dur op. 61, 1907–13
    - Nr. 4 F-Dur op. 182, 1944
    - Nr. 5 „Vestecký“ F-Dur, 1951

  - Andere Besetzungen
    - Streichquintett op. 3, 1886
    - Bläserquintett (Flöte, Oboe, Klarinette, Fagott, Horn) D-Dur op. 95, 1909
    - Klavierquintett op. 138, 1928
    - Nonett (Flöte, Oboe, Klarinette, Fagott, Horn, Violine, Viola, Violoncello, Kontrabass) F-Dur op. 147, 1931
    - Elegie für Violine solo, 1945

## Essays
- Josef Bohuslav Foerster, Die Kunst und ihre ethische Kraft, Prag 1940.

## Belege
1. ↑  Konzert, in: Neue Hamburger Zeitung vom 26. Oktober 1897, Staatsbibliothek Hamburg.
2. ↑  Rudolf Pečman, Der tschechische Komponist Josef Bohuslav Foerster und seine Texte über Robert Schumann, in: Schumann-Studien Bd. 1, Zwickau 1988. S. 104.
3. ↑  Achtes Abonnements-Konzert des Berliner Philharmonischen Orchesters, in: Hamburger Freie Presse vom 6. März 1897, Staatsarchiv Hamburg.
4. ↑  Konzert Willy Burmester, in: Neue Hamburger Zeitung vom 1. Dezember 1896 Staatsbibliothek Hamburg.
5. ↑  Lieder-Abend von Sophie Behm, in: Neue Hamburger Zeitung vom 4. November 1897 Staatsbibliothek Hamburg.
6. ↑  Schubert-Abend mit Dr. Ludwig Wüllner, in: Neue Hamburger Zeitung vom 18. März 1897 Staatsbibliothek Hamburg.
7. ↑  Siebentes philharmonisches Konzert, in: Hamburger Freie Presse vom 9. Februar 1896 Staatsarchiv Hamburg.
8. ↑  Dritte Kammermusik-Soirée, in: Hamburger Freie Presse vom 4. April 1897 Staatsarchiv Hamburg.
9. ↑  Konzerte, in: Hamburger Freie Presse vom 4. Februar 1897, Staatsarchiv Hamburg.
10. ↑  Drittes Abonnements-Konzert des Caecilien-Vereins vom 28. Februar 1897, Staatsarchiv Hamburg.
11. ↑  J. B. Foerster: Der Pilger. Erinnerungen eines Musikers, Prag 1955, S. 426.
12. ↑  J.B. Foerster, Der Pilger. Erinnerungen eines Musikers, Prag 1955, S. 509.
13. ↑  J.B. Foerster, Der Pilger.: Erinnerungen eines Musikers. Prag 1955, S. 427.
14. ↑  J. B. Foerster, Miszelle „Kunstsalon von Louis Bock & Sohn“ in der Hamburger Freien Presse vom 19. Januar 1897.
15. ↑  J. B. Foerster, Der Pilger. Erinnerungen eines Musikers, Prag 1955, S. 426.
16. ↑  J.B. Foerster: Der Pilger. Erinnerungen eines Musikers, Prag 1955, S. 39.
17. ↑  J. B. Foerster, „Neue Hamburger Zeitung“ am 18. November 1896.
18. ↑  Josef B. Foerster, Der Pilger. Erinnerungen eines Musikers, Prag 1955, S. 598.
19. ↑  Rudolf Pečman: Der tschechische Komponist Josef Bohuslav Foerster und seine Texte über Robert Schumann, in: Schumann-Studien Bd. 1, Zwickau 1988, S. 104.
20. ↑  J. B. Foerster, Konzert der Singakademie. Joh. Seb. Bachs „Matthäus Passion“, in: Neue Hamburger Nachrichten vom 14. April 1897.
21. ↑  J. B. Foerster, Erstes Orchester-Konzert von Max Fiedler, in: Neue Hamburger Nachrichten vom 10. November 1897.
22. ↑  J. B. Foerster, Kammermusik-Soirée von O. Kopecky, in: Hamburger Freie Presse vom 25. März 1896.
23. ↑  J. B. Foerster, Neuntes philharmonisches Konzert, in: Hamburger Freie Presse vom 8. März 1896 (Staatsarchiv Hamburg).
24. ↑  Rezension von Carl Millöckers „Nordlicht“ vom 14. März 1897 in der Hamburger Freien Presse. Ob J. B. Foerster der Autor dieser Werkbesprechung ist, ist indes ungesichert.
25. ↑  J. B. Foerster, Zweites Abonnements-Konzert der Bach-Gesellschaft, in: Hamburger Freie Presse vom 1. April 1897 (Staatsarchiv Hamburg).

| Personendaten    | Personendaten            |
| ---------------- | ------------------------ |
| NAME             | Foerster, Josef Bohuslav |
| KURZBESCHREIBUNG | tschechischer Komponist  |
| GEBURTSDATUM     | 30. Dezember 1859        |
| GEBURTSORT       | Prag                     |
| STERBEDATUM      | 29. Mai 1951             |
| STERBEORT        | Nový Vestec              |